# Lampranthus multiradiatus
Lampranthus multiradiatus (Jacq.) N.E.Br. – gatunek roślin z rodziny pryszczyrnicowatych (Aizoaceae).  Pochodzi z Republiki Południowej Afryki, gdzie rośnie na naturalnych stanowiskach tylko w Prowincji Przylądkowej Wschodniej i Prowincji Przylądkowej Zachodniej. Jako gatunek introdukowany lub zawleczony zaaklimatyzował się i występuje obecnie również na Azorach i w Australii.

## Charakterystyka
Bylina, sukulent. Osiąga wysokość do 50 cm Liście mięsiste, owalne o rozmiarach 3 × 4 cm. W swojej ojczyźnie zakwita latem (październik-listopad) i kwitnie bardzo obficie. Ma różowe kwiaty zapylane przez pszczoły i chrząszcze
W krajach o ciepłym klimacie jest uprawiany jako ogrodowa roślina ozdobna.